# نانوذرات آلومینیوم
اکسید نانوذرات آلومینیومی و آلومینیومی اخیراً در سطح صنعتی تولید شده‌است و تعداد زیادی از کاربردهای آن در تصفیه آب، لوازم آرایشی، پزشکی و مهندسی است.

## خواص
۱. هدایت حرارتی ۲. مقاومت در برابر خوردگی ۳. بازیافت ۴. سخت مقاوم در برابر سایش ۵. خواص دی الکتریک عالی از فرکانس‌های Dc به GH2 6. قدرت بالا / سختی ۷. قابلیت اندازه و شکل عالی ۸. ضد میکروبی ۹. احتراق ۱۰. کاتالیزور قوی

### هدایت حرارتی
نانوذرات آلومینیوم، هدایت حرارتی و الکتریکی آلومینیوم حدود ۶۰ درصد مس هست که به دلیل ساخت آن به عنوان یک هادی، در قالب میله‌ها و لوله‌هایی است که در کاربردهای مختلف الکتریکی مانند اتصالات و نوارهای توزیع استفاده می‌شود. در حال حاضر حضور نانو ذرات نقش مهم و اساسی در دستگاه‌های پلیمری با تکنولوژی بالا دارد. اکسید نانو آلومینیومی در مواد کروی سخت با سختی بالا و هدایت حرارتی بالا که خواص مکانیکی حرارتی کامپوزیت نانو اپوکسی را بهبود می‌بخشد.
آلومینیوم هدایت کننده یک گرید عالی از گرما و برق است. یک هادی آلومینیومی وزنش تقریباً نصف یک هادی مس است که دارای هدایت مشابه است.

### مقاومت در برابر خوردگی
نانو ذرات آلومینیوم با اکسیژن موجود در هوا واکنش می‌دهند تا یک لایه نازک اکسید تشکیل دهند. اگرچه فقط صدها لایه آن ضخامتش (۱) میلیمتر است، این لایه متراکم است و حفاظت عالی خوردگی را فراهم می‌کند. این لایه خود را تعمیر می‌کند اگر آسیب دیده‌است. آنودایز ضخامت لایه اکسید را افزایش می‌دهد و به همین دلیل مقاومت در برابر خوردگی طبیعی را افزایش می‌دهد.

### بازیافت
نانو ذرات آلومینیوم و آلومینیوم می‌توانند بدون هیچ گونه از ویژگی‌های ذاتی آن، به‌طور نامحدود بازیافت می‌شوند. این مزیت قابل توجهی در صنایع متالورژی مدرن است. برای ۲۰ سال گذشته، نسبت مصرف این فلز که بازیافت شده‌است به‌طور پیوسته رشد کرده‌است و امروزه در حدود ۳۰ درصد از تولید اولیه فلز بازیافت است.

### ضد میکروبی
نانوذرات آلومینیوم باعث افزایش مقاومت باکتریایی به آنتی‌بیوتیک‌ها می‌شوند واین امر موجب نگرانی عمده متخصصان پزشکی در سراسر جهان گردیده است. نانوذرات آلومینیوم و آلومینیوم در حال حاضر ابزارهای امیدوار کننده به عنوان عامل ضد میکروبی برای تشخیص بیماری‌ها، دارورسانی، صفحات نمایش خورشید و سرامیک در پزشکی زیست پزشکی و دارویی است. رفتار ضد میکروبی نانوذرات آلومینیوم برای برنامه‌های بالینی نیز استفاده می‌شود.

## برخی کاربردها

### مصرف دارو
داروها به‌طور عمده با استفاده از مسیر خوراکی یا وریدی وارد بدن می‌شوند. برای مصرف داروهایی حاوی عوامل بیولوژیکی مثل پروتئین باید راهبردهای لازم را اتخاذ کنند. نانوذرات آلومینیوم و آلومینیوم نیز برای مصرف دارو مورد توجه قرار گرفته‌است. امکان شستشو به توانایی آنها در عملکرد آنتی‌اکسیدان‌های مستقیم عمل می‌کند، تولید ROS را بلوکه می‌کند و همچنین باعث کاهش تولید ROS می‌شود.

### ارتوپدی
نانو کامپوزیتهای سرامیکی به عنوان توان بالقوه نسل سوم مواد زیستی ارتوپدی در نظر گرفته شده اند که توانایی آنها برای مطابقت با خواص شیمیایی، بیولوژیکی و مکانیکی استخوان طبیعی است. مواد مورد استفاده در ارتوپدی باید دارای مقاومت زیاد شکستگی، انعطاف‌پذیری وتحمل نسبت وزن به وزن داشته باشد. استفاده از نانوذرات آلومینیومی در زمینه پزشکی هنوز هم در روند به دست آوردن در حال پیشرفت است و ما می‌توانیم  نقش عمده ای از نانوذرات اکسید فلزی در این زمینه در سال‌های آینده انتظار داشته باشیم.

### هوافضا

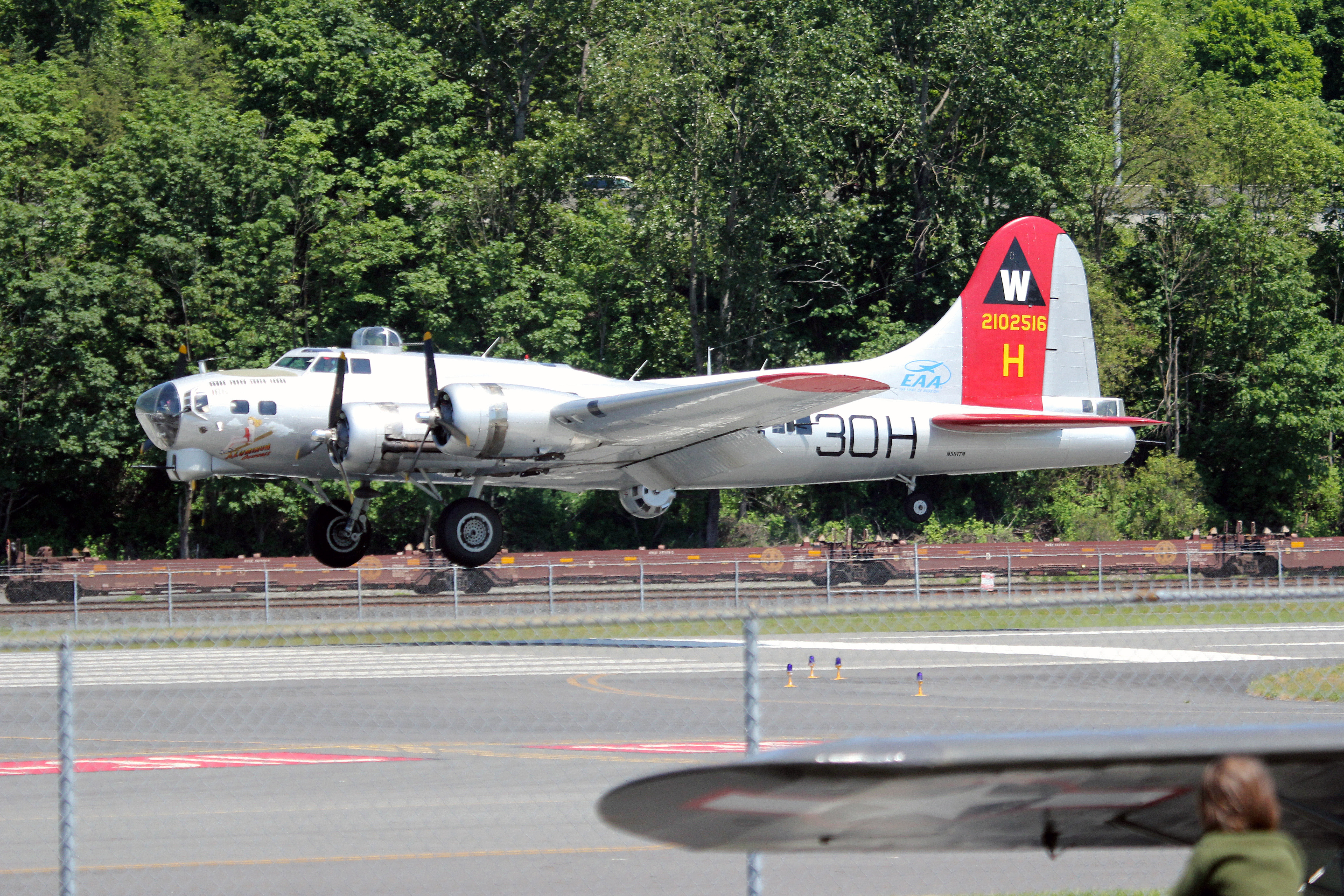
Boeing B-17 "Aluminium Overcast" landing at KBFI (7279274564) (2)

این خواص را می‌توان با افزودن نانو ذرات آلومینیوم-آلومینیوم به سوخت و استفاده از آن در صرفه جویی سوخت هواپیما استفاده کرد. ارتقاء بازدهی هواپیما یک هدف بی پایان برای ارتش است.در کاربردهای هواپیما، سوخت نه تنها به عنوان یک عامل احتراق، بلکه به عنوان یک سیستم خنک‌کننده نیز مورد استفاده قرار می‌گیرد و هم در جهت بهبود راندمان حرارتی و هم از لحاظ بهبود احتراق سوخت، در این برنامه سودمند است. نیازمندی مطلق برای ساختارهای سبک، که تنها با مقررات زیست‌محیطی قوی تر شده‌است، آلومینیوم و آلیاژهای آن را بیش از هر زمان دیگری که در آسمان روانه ساخته است . در ۳۵ سال گذشته، آلیاژهای تازه طراحی شده و فرایندهای تبدیل و مونتاژ به‌طور فزاینده نوآوری، وزن ساختار هواپیما را به نصف کاهش دادند. درصد آنها در سازه‌های هوایی  به شرکت‌های هواپیمایی فروخته می‌شود ۷۰٪ از آنچه که به هواپیمایی می‌رود و بخش مهمی از برنامه‌ها در جهان است.

### کاتالیزورمناسب
نانوذرات آلومینیوم / آلومینیوم کاتالیزورهایی بسیار مؤثر هستند. هنگامی که آنها را به سوخت جامد اضافه می‌کنند، به بهبود سرعت احتراق کمک می‌کند و به‌طور قابل توجهی باعث افزایش گرما احتراق و پایداری احتراق می‌شود. با استفاده از نانو پودرهای آلومینیوم / آلومینیوم درمقایسه با پودر هایی اندازه ذرات بزرگتر سرعت سوزاندن مواد سوخت جامد می‌تواند ۵تا ۲۰ برابر بیشتر باشد .
افزودن حدود ۵ تا ۱۰ درصد نانوذرات آلومینیوم  به پودر آلومینیوم  معمولی باعث بهبود فرایندهای پخت سرامیک، با عملکرد انتقال حرارت بالا، افزایش تراکم و هدایت حرارتی پودر می‌شود. نانوذرات آلومینیوم / آلومینیوم با توجه به نسبت حجمی در سطح، توانایی پخت خوبی حتی در دماهای پایین دارند.

### دریایی

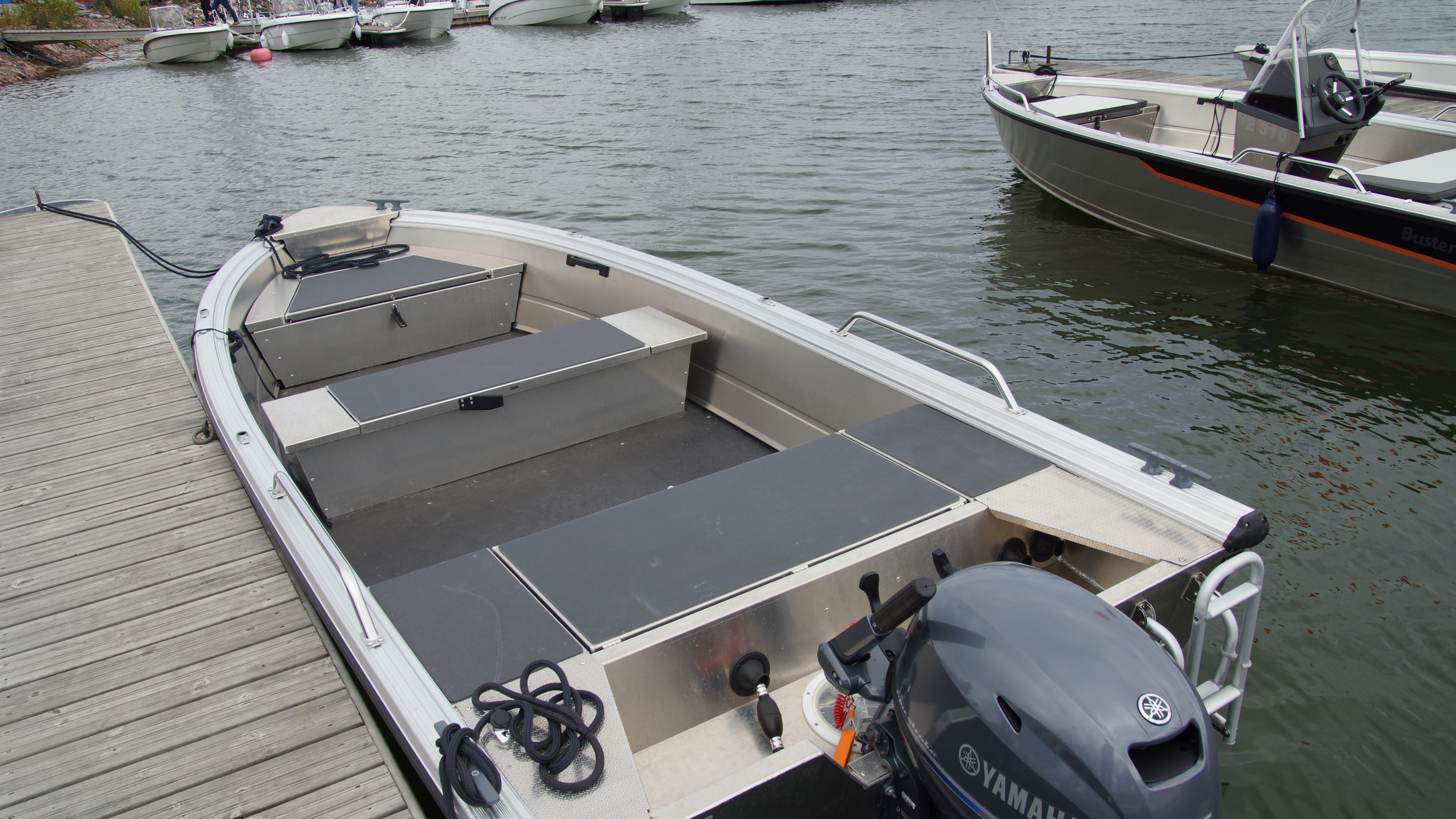
Buster S aluminium boat

صنعت حمل و نقل دریایی استفاده از آلومینیوم خود را با استفاده از دو ویژگی برجسته این فلز افزایش می‌دهد: سبک بودن و مقاومت در برابر خوردگی. آلیاژهای پیشرفته طراحی کشتی‌های با سرعت بالا را با سبک کردن بدنه‌ توسط آلومینیوم توانسته آن را ۴۰ تا ۵۰ درصد از فولاد سبک‌تر کند 
. مقاومت در برابر خوردگی، حتی در آب، باعث افزایدوام ش پوسته‌ها، مستطیل‌ها و سطوو استفاده م بیشتری در قایق‌های تفریحی و پل‌ها ی کشتی‌های مسافربری و تجارمی‌شود.

### ساختمان
آلومینیوم و نانوذرات آلومینیومی معمولاً مورد استفاده در قالب اکسترود شده، ورق نورد یا قالب برای قاب پنجره‌ها و برای پشتیبانی از شیشه، برای پوشش و پارتیشن‌ها، عنصر مورد علاقه معماری مدرن است که به شکل‌های پیچیده در طیف گسترده‌ای از رنگ ساخته شده‌است، قرار دادن در هوا و خواستار نگهداری بسیار کمی است. این ویژگی‌ها به ویژه توسط معماران و سازندگان ارزشمند است که از آن در ساختمان‌های عمومی (مانند بیمارستان‌ها، دانشگاه‌ها و ساختمان‌های اداری)، ساختمان‌های صنعتی و خانه‌های شخصی استفاده می‌کنند.

### شیمیایی
نانو پودر آلومینیوم به‌طور گسترده‌ای برای خواص شیمیایی آن برای تولید سرعت واکنش کنترل شده برای تولید مواد شیمیایی، آلکال‌ها و مواد دیگر ساخته شده‌است. دئو دورانت‌ها و ضد عرق‌ها یکی از محصولات اصلی کلیدی با استفاده از این نرم‌افزار می‌باشد.

### رنگدانه‌های فلزی
پودر آلومینیوم را می‌توان به هر تعداد پوشش، رنگ، منسوجات، جوهر، پلاستیک و دیگر مواد اضافه کرد تا یک نقره فلزی نقره ای اضافه شود، که علاوه بر زیبایی زیبایی در خودروها، الکترونیک و سایر صنایع نیز اضافه شود.

### چاپ سه بعدی
بر اساس استفاده پایه آلومینیوم در فلزکاری برای تولید آلیاژهای مفید، برخی از راه حل‌های چاپ صنعتی صنعتی می‌توانند از نانو پودرهای آلومینیومی برای ساخت اجزای آلومینیومی به‌طور مستقیم استفاده کنند.
نانوذرات آلومینیوم / آلومینیوم نیز در موارد زیر نیز استفاده می‌شود:
- پراکندگی مقاوت
- نانو کامپوزیت‌ها
- پوشش‌های رسانای شفاف
- مواد بیولوژیکی
- مایعات انتقال حرارت (تعلیق)
- منابع برای برد یا بسته IC
- پوششهای نوری شفاف افزودنی‌های مقاوم در برابر سایش
- پوشش سطحی مواد

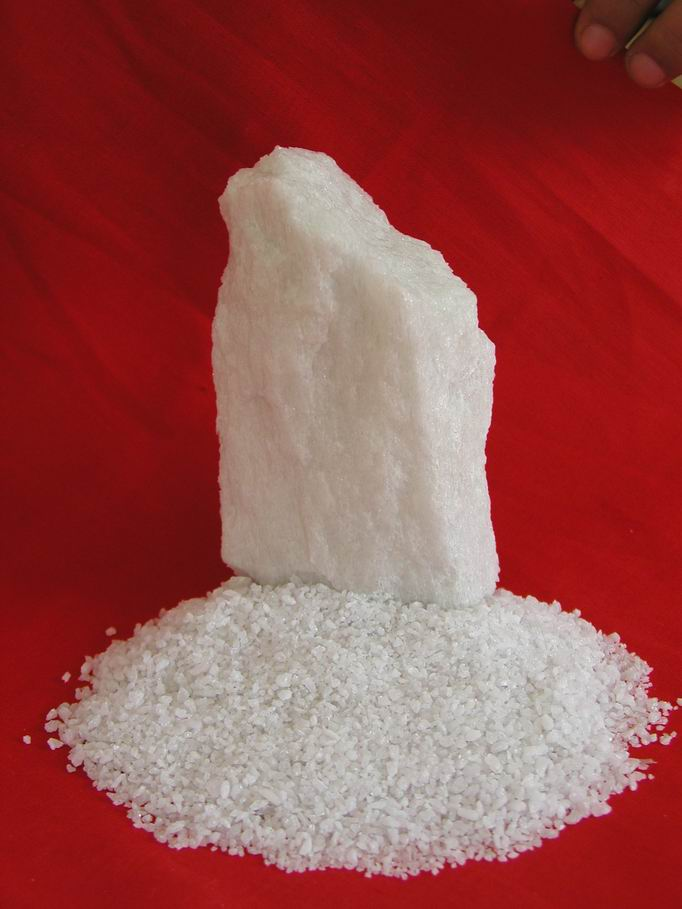
Aluminium oxide

نانو ذرات اکسید آلومینیوم یا نانو ذرات آلومینا ساختارهایی تقریباً کروی یا کروی هستند و یک ماده نمونه ای کلیدی برای ساخت نانو سیم‌ها و نانو لوله‌ها می‌باشند. نانو ذرات آلومینا از جمله نانو نانو پودرهای ارزان و پرمصرف در صنعت هستند.

## انواع نانو ذرات اکسید آلومینیوم
نانو ذرات اکسید آلومینیوم غالباً در دو نوع آلفا و گاما بفروش می‌رسند. نانو ذرات اکسید آلومینیوم با فاز گاما دارای سایز کوچک و نقطه ذوب پایینی هستند و بعنوان حامل‌های کاتالیزوری استفاده می‌شوند. فاز آلفای این نانو ذرات دارای مقاومت ویژه بالایی است و به دلیل دارا بودن خاصیت عایقی در مواد عایق حرارتی استفاده می‌شود.

## خاصیت نانو ذرات اکسید آلومینیوم
آلومینای دیسپرس در آب، ثبات فاز داشته و از خواص و ویژگی‌های آن می‌توان به سختی زیاد و پایداری ابعادی خوب را نام برد. این نانو ذرات آب دوست بوده و دارای سختی زیاد و ثبات فاز هستند.

## روش‌های تولید نانو ذرات اکسید آلومینیوم
آلومینا یکی از مواد سرامیکی است که به جهت ارزان بودن هزینهٔ تولید، پایداری حرارتی خوب، سطح ویژهٔ بالا، قدرت اسیدی سطحی بالا و برهمکنش با فلزات واسطه در بسیار از صنایع و واکنش‌ها مورد توجه واقع شده‌است. ابداع روش‌های جدید و پربازده در تولید نانو ذرات اکسیدی از جمله نانو ذرات اکسید آلومینیوم از اهمیت بالایی برخوردار است. روش‌هایی که تاکنون برای سنتز این نانو ذرات صورت گرفته عبارتند از:
- گداخت لیزری
- هم رسوبی
- سل-ژل
- آبی-گرمایی
- قوس الکتریکی

## موارد مصرف نانو ذرات اکسید آلومینیوم

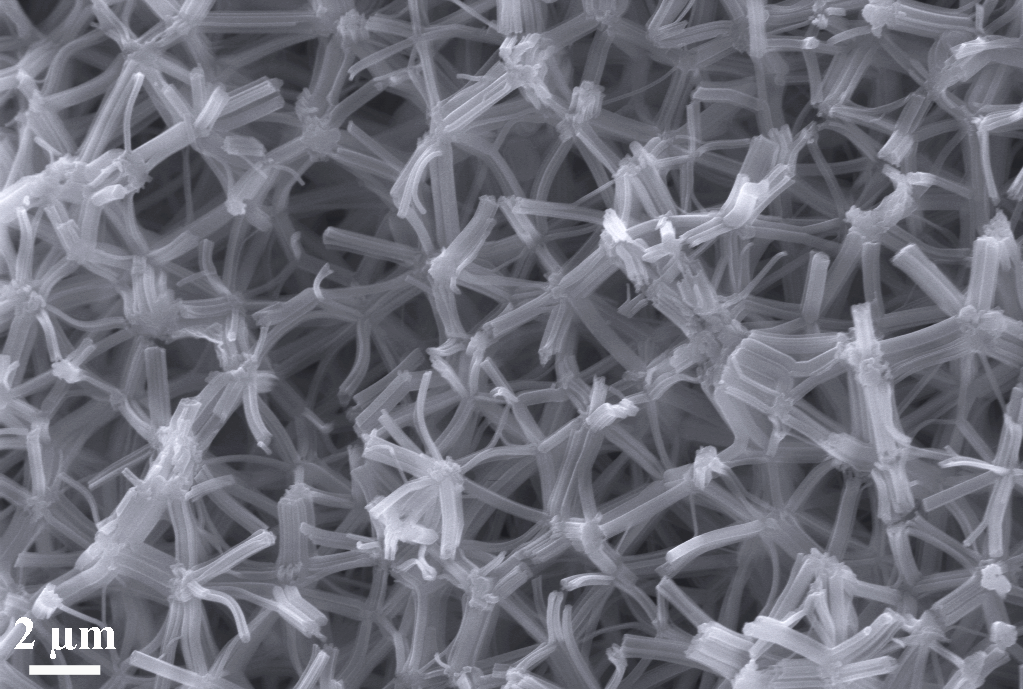

موارد مصرف نانو ذرات اکسید آلومینیوم در صنایع مختلفی دیده می‌شود.
نانو ذرات اکسید آلومینیوم به دلیل کاربردهای زیادی که در تصویربرداری زیستی، حسگرهای شیمیایی، نانو سیالات و پزشکی دارند مورد توجه فراوانی هستند. علاوه براین نانو ذرات آلومینا در مواد نیمه هادی، پالایش نفت خام و فرایندهای پتروشیمی، کنترل تولید گازهای گلخانه ای، صنعت سرامیک، صنعت پلاستیک و لنزهای اپتیکی مورد استفاده قرار می‌گیرند. نانو آلومینا به صورت خاص می‌تواند تا حد زیادی چگالی، صافی، مقاومت به خستگی حرارتی، چقرمگی، مقاومت به خزش سرامیک‌ها را بهبود بخشد و مقاومت محصولات پلیمری را در برابر سایش افزایش دهد.
- نانوذره
- آلومینیوم
- آلومینیوم اکسید
- نانو مواد
- نانوذره مس

- https://www.nanoshel.com/aluminium-aluminum-nanoparticles
- https://www.ssnano.com/inc/sdetail/aluminum_nanoparticles__nanopowder__al__99_7__40_60_nm_/276
- https://web.archive.org/web/20190327090331/https://www.azonano.com/article.aspx?ArticleID=3257
- https://ssnano.com/inc/sdetail/aluminum_oxide_nanoparticles_nanopowder___alumina__alpha_al2o3__99_9___50_nm_/397